# كريكيون صغير اللسان
كريكيون صغير اللسان (الاسم العلمي:Corycium microglossum) هو نوع من النباتات يتبع جنس الكريكيون من الفصيلة السحلبية.